# Daniel Grao

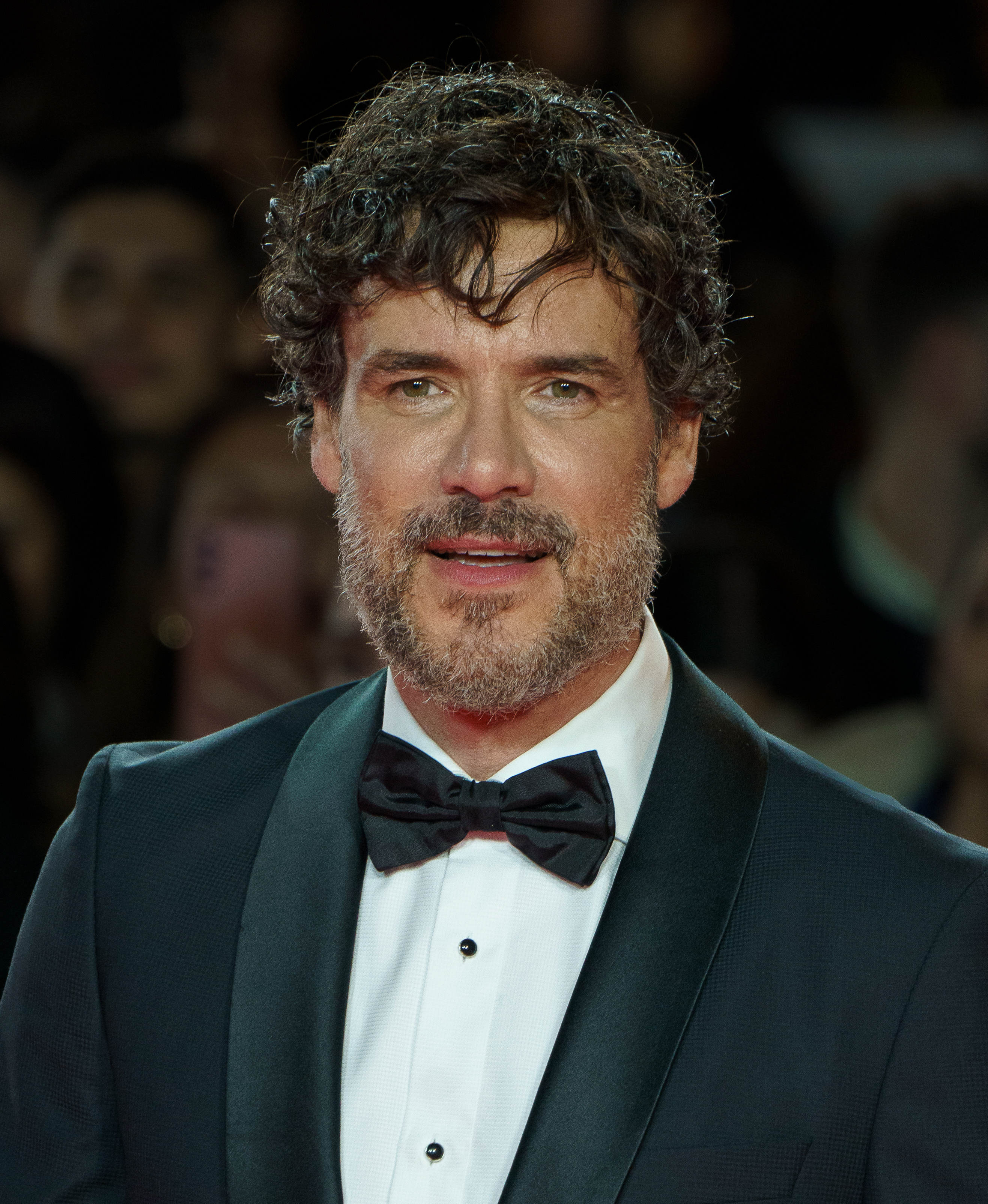
Daniel Grao (2025)

Daniel Grao (* 17. Februar 1976 in Sabadell, Katalonien) ist ein spanischer Schauspieler.

## Leben
Daniel Grao wuchs in Caldes de Montbui auf, wo er Mitglied einer Laientheatergruppe wurde. 2001 übernahm er erste Episodenrollen in Fernsehserien wie Temps de silenci und El cor de la ciutat des Senders TV3.
Wiederkehrende Serienrollen hatte er unter anderem 2006 in Amistades peligrosas als  David Altable, 2009/10 als Jorge Vega in Acusados, 2012/13 als Raúl Pando in Luna, el misterio de Calenda und 2014/15 als Juan Prados in Sin identidad. In der Romanverfilmung Ende des Romans Fin von David Monteagudo war er 2012 an der Seite von Maribel Verdú und Clara Lago als Félix zu sehen, die deutschsprachige Fassung wurde von Oliver Böttcher synchronisiert.
2016 spielte er in Pedro Almodóvars Melodram Julieta mit Emma Suárez und Adriana Ugarte die Rolle des Xoan (deutsche Synchronisation Matthias Deutelmoser). Der Film wurde bei den 69. Internationalen Filmfestspiele von Cannes in den Wettbewerb um die Goldene Palme eingeladen. 2018 war er in der Serie Die Kathedrale des Meeres als Bernat Estanyol zu sehen. Von 2018 bis 2019 spielte er in der Serie Gigantes die Rolle des Tomás, in der deutschsprachigen Fassung lieh ihm Bernd Vollbrecht die Stimme.
In der Serie HIT – Wer erzieht hier wen? übernahm er 2020 die Titelrolle des Lehrers Hugo Ibarra Tomás alias HIT, der mit seinen unkonventionellen Methoden versucht, Jugendliche in einer Krise auf den richtigen Weg zu bringen. In der deutschsprachigen Fassung wurde er von Sven Gerhardt synchronisiert. In der 2020 auf Netflix veröffentlichten Thillerdramaserie Pedida – Vermisst von Antena 3 hatte er als Antonio Santos, der sich auf die Suche nach seiner vermissten Tochter begibt, eine weitere Hauptrolle.

## Filmografie (Auswahl)

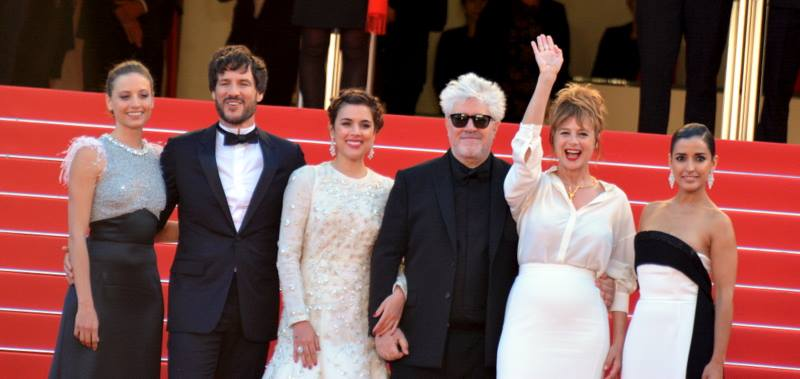
Pedro Almodóvar mit den Hauptdarstellern von Julieta, Cannes 2016; von links: Michelle Jenner, Daniel Grao, Adriana Ugarte, Pedro Almodóvar, Emma Suárez, Inma Cuesta

- 2001: Temps de silenci – Vençuts (Fernsehserie)
- 2001: El cor de la ciutat (Fernsehserie)
- 2002: Fumata blanca
- 2002: L’auberge espagnole – Barcelona für ein Jahr
- 2002: Plats bruts – Tinc hormones (Fernsehserie)
- 2002: Volverás
- 2003: Jugar a matar (Fernsehfilm)
- 2003: Majoria absoluta – Divertiments (Fernsehserie)
- 2003: La flaqueza del bolchevique
- 2004: Di que sí
- 2004: Reprimidos
- 2005: A ras de suelo
- 2006: El asesino del parking (Fernsehfilm)
- 2006: Amistades peligrosas (Fernsehserie)
- 2007: Juego (Kurzfilm)
- 2002–2007: Hospital Central (Fernsehserie)
- 2002–2007: El comisario (Fernsehserie)
- 2007: Gàbies d’or (Fernsehfilm)
- 2007: Quart (Fernsehserie)
- 2007: Amar en tiempos revueltos (Fernsehserie)
- 2007: Positius (Fernsehfilm)
- 2008: Sin tetas no hay paraíso (Fernsehserie)
- 2008: Plan América (Fernsehserie)
- 2008: El amor se mueve
- 2009: Hermanos & detectives – Demasiada casualidad (Fernsehserie)
- 2009: After
- 2009: Amores breves (Kurzfilm)
- 2009–2010: Acusados (Fernsehserie)
- 2010: Julias Augen (Los ojos de Julia)
- 2011: Amores ciegos (Kurzfilm)
- 2011: Los misterios de Laura – El misterio del hombre sin pasado (Fernsehserie)
- 2012: Águila Roja (Fernsehserie, zwei Episoden)
- 2012: Ende (Fin)
- 2012: Cicatrices (Kurzfilm)
- 2012: Un reflejo de ti (Kurzfilm)
- 2013: Tormenta (Mini-Serie)
- 2012–2013: Luna, el misterio de Calenda (Fernsehserie)
- 2013: Tránsito (Kurzfilm)
- 2013: La mula
- 2013: Mario Conde, los días de gloria (Mini-Serie)
- 2014: Distopia (Fernsehfilm)
- 2014: Café para llevar (Kurzfilm)
- 2014: Hermanos (Fernsehserie, zwei Episoden)
- 2014: Prim, el asesinato de la calle del Turco (Fernsehfilm)
- 2015: Los nuestros (Fernsehserie)
- 2015: Mañana no es otro día (Kurzfilm)
- 2015: El discurso de Navidad (Kurzfilm)
- 2014–2015: Sin identidad (Fernsehserie)
- 2015: Palmen im Schnee – Eine grenzenlose Liebe (Palmeras en la nieve)
- 2016: Julieta
- 2016: The Cliff/Abgrund – Am Rande der Wahrheit (Acantilado)
- 2016: La sonata del silencio (Fernsehserie)
- 2017: Toc Toc
- 2017: El alquiler (Kurzfilm)
- 2018: Die Kathedrale des Meeres (La catedral del mar, Fernsehserie)
- 2018: Asesinato en la Universidad (Fernsehfilm)
- 2018: Animales sin collar
- 2018: Der Baum des Blutes (El árbol de la sangre)
- 2018–2019: Gigantes (Fernsehserie)
- 2019: El destello (Kurzfilm)
- 2019: Paquita Salas – Hasta Navarrete II (Fernsehserie)
- 2019: El asesino de los caprichos
- 2019: Promesas de arena (Fernsehserie)
- 2020: Perdida – Vermisst (Perdida, Fernsehserie)
- 2020: Vier Wände für Zwei (El inconveniente)
- 2020: El año de la furia
- seit 2020: HIT – Wer erzieht hier wen? (HIT, Fernsehserie)
- 2024: Mit eiserner Hand (Mano de hierro, Fernsehserie)